# Малиновка (Ардатовский район)
Мали́новка — покинутая деревня в Ардатовском районе Нижегородской области. Входит в состав Хрипуновского сельсовета.

## Этимология
Нынешнее название было присвоено в 1961 году указом Президиума Верховного Совета РСФСР деревня «Погиблово» переименована в «Малиновку». Согласно местного предания, название «Погиблово» появилось как память о неудачном для русских сражении во время Третьего казанского похода царя Ивана Грозного в 1552 году, однако документальных подтверждений имевшему здесь место сражению не обнаружено. Краевед Александр Базаев предположил, что название деревни могло быть связано с гибельным для русских сражении с мордовским войском, произошедшем между 1450 и 1550 годами — в результате археологических раскопок в районе деревни были обнаружены русские боевые топоры, наконечники пик и копий XV—XVI веков, что косвенно подтверждает эту версию.

## Географическое положение
Деревня Малиновка находится на юго-западе Нижегородской области России, к югу от автомобильной дороги Ардатов — Арзамас, на левом берегу реки Иржи. Административный центр муниципального округа Ардатов находится в 16 км к северо-западу от Малиновки. Деревня соединена просёлочными дорогами на северо-западе с деревней Щёточное (расстояние 8 км) и селом Кузятово (5 км), на северо-востоке — с селом Хохлово (2 км), на юге — с посёлком Мыза (2 км), на юго-западе — с селом Юсупово (2 км). Высота над уровнем моря около 168 метров.
Деревня Малиновка, как и вся Нижегородская область, находится в часовой зоне МСК (московское время). Смещение применяемого времени относительно UTC составляет +3:00.

## Административная принадлежность
Деревня Малиновка входит в состав Хрипуновского сельсовета Ардатовского муниципального округа Нижегородской области Российской Федерации.

## Климат
Деревня находится в зоне умеренно-континентального климата, который характеризуется холодной продолжительной зимой и тёплым, но достаточно коротким летом. За год выпадает в среднем 450—550 мм осадков, из них 68 % — в виде дождя и 32 % — в виде снега. Среднегодовая относительная влажность воздуха — 76 %. Снежный покров достигает 50 см, а в особо снежные зимы может достигать одного метра и более.
Весна приходит резко, обычно к середине апреля, при этом вплоть до середины мая нередки заморозки. Лето сравнительно короткое и достаточно жаркое — в отдельные годы температура может достигать 36 °C. Шапка лета приходится на июль. В конце весны и лета нередки грозы — их может случаться до 20 за год, почти каждый год выпадает град. Осень приходит в сентябре и стоит до начала ноября, но уже в сентябре нередки заморозки. Зима наступает в начале ноября и продолжается до середины марта. Обычно первый снег выпадает в октябре и держится в течение пяти месяцев, сходит к 10—15 апреля. Почва промерзает на глубину 70—90 см.
Вегетационный период составляет 189 дней, продолжительность безморозного периода — 137 дней.

## Население
| Численность населения | Численность населения | Численность населения | Численность населения | Численность населения | Численность населения | Численность населения | Численность населения | Численность населения | Численность населения | Численность населения |
| 1781                  | 1859                  | 1897                  | 1912                  | 1916                  | 1978                  | 1992                  | 1999                  | 2002                  | 2010                  | 2021                  |
| --------------------- | --------------------- | --------------------- | --------------------- | --------------------- | --------------------- | --------------------- | --------------------- | --------------------- | --------------------- | --------------------- |
| 399                   | ↗590                  | ↗593                  | ↗787                  | ↘732                  | ↘77                   | ↘14                   | ↘9                    | ↗17                   | ↘0                    | →0                    |

## Инфраструктура
В деревне единственная улица Малиновская.

## Комментарии
1. ↑  Погиблово.
2. ↑  Погиблово.
3. ↑  Погиблово.
4. ↑  Погиблово.
5. ↑  Погиблово.